# 沃尔西语
沃尔西语是意大利语族的一支，操这种语言的人叫沃尔西人，沃尔西语和奥斯坎语、翁布里亚语联系很紧密。
证实沃尔西语存在的是在维莱特里（Velletri）发现的一个小铜盘上的铭文（现保存在那不勒斯博物馆），刻于公元前三世纪，曾经用作献给德克鲁努斯神的祭祀器物，碑铭上的语言的独特性显示它与伊库维碑铭上的翁布里亚语是同一类，它的特点是软腭音“q”的唇音化（沃尔西语 pis = 拉丁语 quis），喉音“c”后面跟“i”时，读成上腭音（沃尔西语 facia = 拉丁语 faciat）。这一点与翁布里亚语很相似，但不同于拉丁语和奥斯坎语，它的所有双元音都轉變成单元音（沃尔西语 se，奥斯坎语 svai；沃尔西语 deue，古拉丁语和奥斯坎语 deiuai 或 deiuoi），从地理上讲，在北面的拉丁语和南面的奥斯坎语的包围中，很奇怪会出现这种语音变化现象，但从复杂历史运动中分析，这种变化又很明显。
从种族方面寻找解释，我们可以发现：沃尔西人这个名称属于位于意大利中部靠西海岸地区的名称中有-co-的种族，在公元前四世纪末之前他们还屈从于罗马人的统治，之后被又萨姆尼特人统治了约一个世纪，这些种族是从南到北的奥斯坎人，奥伦希人，黑尔尼希人，马鲁希人，法利希人，还有阿里西亚和西蒂奇的原住民，奥伦希中的维希亚人，以及靠近黑尔尼希的拉必希人。